# Grias longirachis
Espèce
Statut de conservation UICN

 EN  : En danger
Grias longirachis est une espèce de plantes à fleurs de la famille des Lecythidaceae endémique de l'Équateur. 

## Description
C'est une plante ligneuse.

## Répartition et habitat
C'est une plante endémique de l'Équateur. Ses habitats naturels sont les forêts subtropicales ou tropicales humides de plaine et les forêts subtropicales ou tropicales humides de montagne.

## Systématique
Le nom correct complet (avec auteur) de ce taxon est Grias longirachis S.A.Mori (d) & J.L.Clark (d).

### Publication originale
- (en) Scott Mori et John Littner Clark, « Grias longirachis (Lecythidaceae), a new species from northwestern Ecuador », Brittonia, États-Unis, vol. 52, no 2,‎ avril 2000, p. 145-148 (ISSN 0007-196X, e-ISSN 1938-436X, DOI 10.2307/2666505).